# Hawaii réce
A hawaii réce (Anas wyvilliana) a madarak osztályának lúdalakúak (Anseriformes)  rendjébe és a récefélék (Anatidae) családjába tartozó faj.

## Előfordulása
Az Amerikai Egyesült Államokhoz tartozó Hawaii-szigeteken honos.

## Megjelenése
A gacsér testhossza 50 centiméter. A tojóé 45 centiméter. Alap tollazata mindkét nemnél barna, sötétebb, világosabb mintázattal.

## Életmódja
Puhatestűeket, rovarokat fogyaszt. Még eszik édesvízi vegetációt és más vízi gerincteleneket.

## Természetvédelmi állapota
Az élőhelyének elvesztése és a betelepített állatok (elvadult macskák, patkányok, jávai mongúz). Az IUCN vörös listáján a veszélyeztetett kategóriában szerepel.